# Gerbillus pusillus
Gerbillus pusillus (Peters, 1878) è un roditore della famiglia dei Muridi diffuso nell'Africa orientale.

## Descrizione

### Dimensioni
Roditore di piccole dimensioni, con la lunghezza della testa e del corpo tra 65 e 77 mm e la lunghezza della coda tra 110 e 115 mm.

### Aspetto
La pelliccia è lunga e soffice. Le parti dorsali sono bruno-rossicce con dei leggeri riflessi nerastri, la base dei peli è grigia, i fianchi sono più chiari, mentre le parti centrali, le guance, il mento, la gola e gli arti sono bianchi. È presente una indistinta macchia bianca sotto ogni occhio. La coda è molto più lunga della testa e del corpo, è dello stesso colore del dorso sopra, più chiara sotto e con un ciuffo di lunghi peli neri e brunastri all'estremità. Il cariotipo è 2n=34 FN=50.

## Biologia

### Comportamento
È una specie terricola.

### Riproduzione
Giovani esemplari sono stati osservati a luglio ed agosto.

## Distribuzione e habitat
Questa specie è diffusa in maniera frammentata in Tanzania, Kenya, Etiopia, Somalia e Sudan del Sud.
Vive negli ambienti stepposi costieri e in prati con terreni sabbiosi.

## Conservazione
La IUCN Red List, considerato il vasto areale e la popolazione numerosa, classifica G.pusillus come specie a rischio minimo (Least Concern).